# Sant Julià (La Jonquera)
Sant Julià – miejscowość w Hiszpanii, w Katalonii, w prowincji Girona, w comarce Alt Empordà, w gminie La Jonquera.
Według danych INE z 2005 roku miejscowość zamieszkiwały 4 osoby.